# 1949年の日本公開映画
- 映画 > 映画の一覧 > 年度別日本公開映画 > 1949年の日本公開映画
- 映画 > 1949年の映画 > 1949年の日本公開映画

1949年の日本公開映画（1949ねんのにほんこうかいえいが）では、1949年（昭和24年）1月1日から同年12月31日までに日本で商業公開された映画の一覧を記載。作品名の右の丸括弧内は製作国を示す。
記載の凡例については年度別日本公開映画#凡例を参照

## 作品一覧

### 1月
- 1日
  - 笑う姫君 ( イギリス)
- 3日
  - にっぽんGメン 第二話 難船﨑の血鬪天狗飛脚 ( 日本)
- 4日
  - 天狗飛脚 ( 日本)[1]
- 11日
  - 青きダニューヴの夢 ( アメリカ合衆国)
  - 拳銃街道 ( アメリカ合衆国)
  - 淑女の求愛 ( アメリカ合衆国)
  - ベデリア ( イギリス)
- 25日
  - 女の一生 ( 日本) - キネマ旬報ベストテン7位
  - 鐘の鳴る丘 㐧二篇 修吉の巻 ( 日本)
  - 狂乱の狼火 ( イギリス)
  - 卵と私 ( アメリカ合衆国)
- 29日
  - 大いなる遺産 ( イギリス)
  - 女性No.1 ( アメリカ合衆国)
- 31日
  - 月よりの使者 ( 日本)

### 2月
- 1日
  - 愛の調べ（ アメリカ合衆国）
  - 偽れる装い（ フランス）
  - 大地は怒る（ アメリカ合衆国）
- 15日
  - らせん階段（ アメリカ合衆国）
  - わが恋は燃えぬ（ 日本）
- 17日
  - アラスカ珍道中（ アメリカ合衆国）
- 25日
  - しのび泣き（ フランス）
  - 幻の馬（ フランス）

### 3月
- 1日
  - 二重生活（ アメリカ合衆国）
  - 殿様ホテル（ 日本）
  - 盗まれた青春（ アメリカ合衆国）
- 8日
  - 打撃王（ アメリカ合衆国）
  - 血の仮面（ フランス）
  - 追跡（ アメリカ合衆国）
  - 盤嶽江戸へ行く（ 日本）
- 9日
  - お嬢さん乾杯!（ 日本） - キネマ旬報ベストテン6位
- 13日
  - 静かなる決闘（ 日本） - キネマ旬報ベストテン7位
- 20日
  - ジキル博士とハイド氏（ アメリカ合衆国）
- 22日
  - 哀愁（ アメリカ合衆国）
  - 西部魂（ アメリカ合衆国）
- 25日
  - せむしのこうま（ ソビエト連邦）
- 27日
  - ラ・ボエーム（ フランス）
- 28日
  - 最後に笑う男 ( 日本)
  - のど自慢狂時代（ 日本）
- 29日
  - 女ざかり（ フランス）

### 4月
- 5日
  - 乙女の星 ( フランス)
  - 誘惑の港 ( イギリス)
- 11日
  - 白髪鬼 ( 日本)
- 12日
  - 幻想交響楽 ( フランス)
  - 春の戯れ ( 日本)
  - 幽霊と未亡人 ( アメリカ合衆国)
- 17日
  - 花くらべ狸御殿 ( 日本)
- 19日
  - 二人の青春 ( アメリカ合衆国)
- 25日
  - 異国の丘 ( 日本)
- 26日
  - ママの想い出 ( アメリカ合衆国) - キネマ旬報ベストテン外国映画3位
- 27日
  - ルイ・ブラス ( フランス)
- 28日
  - 霧の夜の戦慄 ( イギリス)
- 29日
  - 別れのタンゴ ( 日本)

### 5月
- 3日
  - ハリウッド宝船（ アメリカ合衆国）
  - 風雲児（ アメリカ合衆国）
  - 流星 ( 日本)
- 5日
  - 草原の英雄（ ソビエト連邦）
- 14日
  - 聖処女（ アメリカ合衆国）
  - 女の顔（ アメリカ合衆国）
  - 果てなき航路（ アメリカ合衆国）
- 17日
  - 下町天国（ アメリカ合衆国）
  - 濁流（ フランス）
  - ワルツ・タイム（ イギリス）
- 21日
  - 大いなる幻影（ フランス） - キネマ旬報ベストテン外国映画2位
  - 影なき男の影（ アメリカ合衆国）
  - ミニヴァー夫人（ アメリカ合衆国）
- 24日
  - 黄金（ アメリカ合衆国） - キネマ旬報ベストテン外国映画8位
  - ドリアン・グレイの肖像（ アメリカ合衆国）
- 28日
  - 出獄（ アメリカ合衆国）
- 31日
  - 南米珍道中（ アメリカ合衆国）

### 6月
- 4日
  - 人間模様 ( 日本)
  - 森の石松 ( 日本) - キネマ旬報ベストテン9位
- 5日
  - ジブラルタルの鮫 ( フランス)
- 7日
  - 素晴らしき接吻 ( イギリス)
- 14日
  - 仔鹿物語 ( アメリカ合衆国) - キネマ旬報ベストテン外国映画9位
  - 大草原 ( アメリカ合衆国)
  - 独身者と女学生 ( アメリカ合衆国)
  - 恋愛十字路 ( アメリカ合衆国)
- 21日
  - 恋を追う女 ( フランス)
  - 秘めたる心 ( アメリカ合衆国)
  - 私はあなたのもの ( アメリカ合衆国)
- 25日
  - 汽車は東へ行く（ ソビエト連邦）

### 7月
- 4日
  - 恋の人魚（ イギリス）
  - こんな女に誰がした（ 日本）
- 5日
  - 聖バンサン（ フランス）
  - 新釈四谷怪談 前編（ 日本）
  - 犯罪河岸（ フランス） - キネマ旬報ベストテン外国映画10位
- 11日
  - ジャコ万と鉄（ 日本）
- 12日
  - 楽聖ショパン（ アメリカ合衆国）
  - カチアの恋（ フランス）
  - 情熱の薔薇（ フランス）
- 16日
  - 新釈四谷怪談 後編（ 日本）
- 18日
  - 虹男 ( 日本)
- 19日
  - 青い山脈 前篇（ 日本） - キネマ旬報ベストテン2位
- 22日
  - 恐るべき親達（ フランス） - キネマ旬報ベストテン外国映画7位
- 26日
  - 青い山脈 続篇（ 日本）

### 8月
- 1日
  - 踊る龍宮城 ( 日本)
- 2日
  - 楽し我が道 ( アメリカ合衆国)
- 5日
  - 狂恋 ( フランス)
- 9日
  - 大空に散る恋 ( イギリス)
  - ギルダ ( アメリカ合衆国)
  - 真珠 ( メキシコ /  アメリカ合衆国)
  - 忘れじの巴里 ( イギリス)
- 13日
  - ジョニー・ベリンダ ( アメリカ合衆国)
- 16日
  - 銀座カンカン娘 ( 日本)
  - モロッコ守備隊 ( フランス)
- 20日
  - 北ホテル ( フランス)
- 23日
  - 南極のスコット ( イギリス)
- 30日
  - 永遠の争い ( フランス)
  - ドーヴァーの白い崖 ( アメリカ合衆国)

### 9月
- 6日
  - 拳銃無宿 ( アメリカ合衆国)
  - 傷心の湖 ( フランス)
  - 戦火のかなた ( イタリア) - キネマ旬報ベストテン外国映画1位
  - 扉の蔭の秘密 ( アメリカ合衆国)
  - 南欧の悲歌 ( イギリス)
- 13日
- 鉄のカーテン ( アメリカ合衆国)
  - 晩春 ( 日本) - キネマ旬報ベストテン1位
  - 宿なしハックの冒険 ( アメリカ合衆国)
  - 闇の人生航路 ( イギリス)
- 17日
  - 善人サム ( アメリカ合衆国)
- 18日
  - 流れる星は生きている ( 日本)
- 20日
  - エノケンのとび助冒険旅行 ( 日本)
  - 怒涛の果て ( アメリカ合衆国)
  - モホークの太鼓 ( アメリカ合衆国)
- 25日
  - 透明人間現わる ( 日本)
- 27日
  - 果てしなき情熱 ( 日本)
  - ハムレット ( イギリス) - キネマ旬報ベストテン外国映画4位

### 10月
- 4日
  - ターザンの怒り ( アメリカ合衆国)
  - フランケンシュタインの幽霊 ( アメリカ合衆国)
  - 平和に生きる ( イタリア) - キネマ旬報ベストテン外国映画6位
  - 甦る熱球 ( アメリカ合衆国)
  - 忘れられた子等 ( 日本) - キネマ旬報ベストテン5位
- 10日
  - あきれた娘たち ( 日本)
- 11日
  - 血痕 ( フランス)
- 12日
  - ユーモレスク ( アメリカ合衆国)
- 16日
  - 痴人の愛 ( 日本)
- 17日
  - 野良犬 ( 日本) - キネマ旬報ベストテン3位
- 18日
  - 二つの顔 ( フランス)
- 24日
  - 悲しき口笛 ( 日本)
- 25日
  - 密輸空路 ( アメリカ合衆国)
- 28日
  - バラ色の人生 ( フランス)
- 31日
  - 女殺し油地獄 ( 日本)

### 11月
- 1日
  - 美しき被告 ( アメリカ合衆国)
  - 裏切者 ( フランス)
  - 汚名 ( アメリカ合衆国)
- 8日
  - 小原庄助さん ( 日本) - キネマ旬報ベストテン10位
  - ニノチカ ( アメリカ合衆国)
- 12日
  - 青い珊瑚礁 ( イギリス)
- 17日
  - 鐘の鳴る丘 㐧三篇 クロの巻 ( 日本)
- 20日
  - 獄門島 ( 日本)
- 22日
  - 美しき受刑者 ( フランス)
  - スケルトンの就職騒動 ( アメリカ合衆国)
  - 妖花 ( アメリカ合衆国)
- 28日
  - 女の顔 ( 日本)
- 29日
  - 奥様武勇伝 ( アメリカ合衆国)
  - 暴力行為 ( アメリカ合衆国)

### 12月
- 1日
  - 破れ太鼓 ( 日本) - キネマ旬報ベストテン4位
- 2日
  - 泣きぬれた天使 ( フランス)
- 4日
  - 夜は千の眼を持つ ( アメリカ合衆国)
- 5日
  - 獄門島 解明篇 ( 日本)
- 6日
  - 進め幌馬車 ( アメリカ合衆国)
- 13日
  - おどろき一家 ( 日本)
  - 花嫁の季節 ( アメリカ合衆国)
  - 愉快な家族 ( アメリカ合衆国)
- 20日
  - 私刑 リンチ ( 日本)
- 27日
  - 歌うまぼろし御殿 ( 日本)
  - 快傑ゲクラン ( フランス)
  - 腰抜け二挺拳銃 ( アメリカ合衆国)
  - ターザン紐育へ行く ( アメリカ合衆国)
  - 若草物語 ( アメリカ合衆国)
- 30日
  - 霧の波止場 ( フランス)
- 31日
  - のんき大将脱線の巻 ( フランス)